# Couronnement de l'empereur romain germanique
 (février 2022).
 (février 2022).
La mise en forme du texte ne suit pas les recommandations de Wikipédia : il faut le « wikifier ».
Les points d'amélioration suivants sont les cas les plus fréquents. Le détail des points à revoir est peut-être précisé sur la page de discussion.
- Les titres sont pré-formatés par le logiciel. Ils ne sont ni en capitales, ni en gras.
- Le texte ne doit pas être écrit en capitales (les noms de famille non plus), ni en gras, ni en italique, ni en « petit »…
- Le gras n'est utilisé que pour surligner le titre de l'article dans l'introduction, une seule fois.
- L'italique est rarement utilisé : mots en langue étrangère, titres d'œuvres, noms de bateaux, etc.
- Les citations ne sont pas en italique mais en corps de texte normal. Elles sont entourées par des guillemets français : « et ».
- Les listes à puces sont à éviter, des paragraphes rédigés étant largement préférés. Les tableaux sont à réserver à la présentation de données structurées (résultats, etc.).
- Les appels de note de bas de page (petits chiffres en exposant, introduits par l'outil «  Source ») sont à placer entre la fin de phrase et le point final[comme ça].
- Les liens internes (vers d'autres articles de Wikipédia) sont à choisir avec parcimonie. Créez des liens vers des articles approfondissant le sujet. Les termes génériques sans rapport avec le sujet sont à éviter, ainsi que les répétitions de liens vers un même terme.
- Les liens externes sont à placer uniquement dans une section « Liens externes », à la fin de l'article. Ces liens sont à choisir avec parcimonie suivant les règles définies. Si un lien sert de source à l'article, son insertion dans le texte est à faire par les notes de bas de page.
- La présentation des références doit suivre les conventions bibliographiques. Il est recommandé d'utiliser les modèles {{Ouvrage}}, {{Chapitre}}, {{Article}}, {{Lien web}} et/ou {{Bibliographie}}. Le mode d'édition visuel peut mettre en forme automatiquement les références.
- Insérer une infobox (cadre d'informations à droite) n'est pas obligatoire pour parachever la mise en page.

Pour une aide détaillée, merci de consulter Aide:Wikification.
Si vous pensez que ces points ont été résolus, vous pouvez retirer ce bandeau et améliorer la mise en forme d'un autre article.

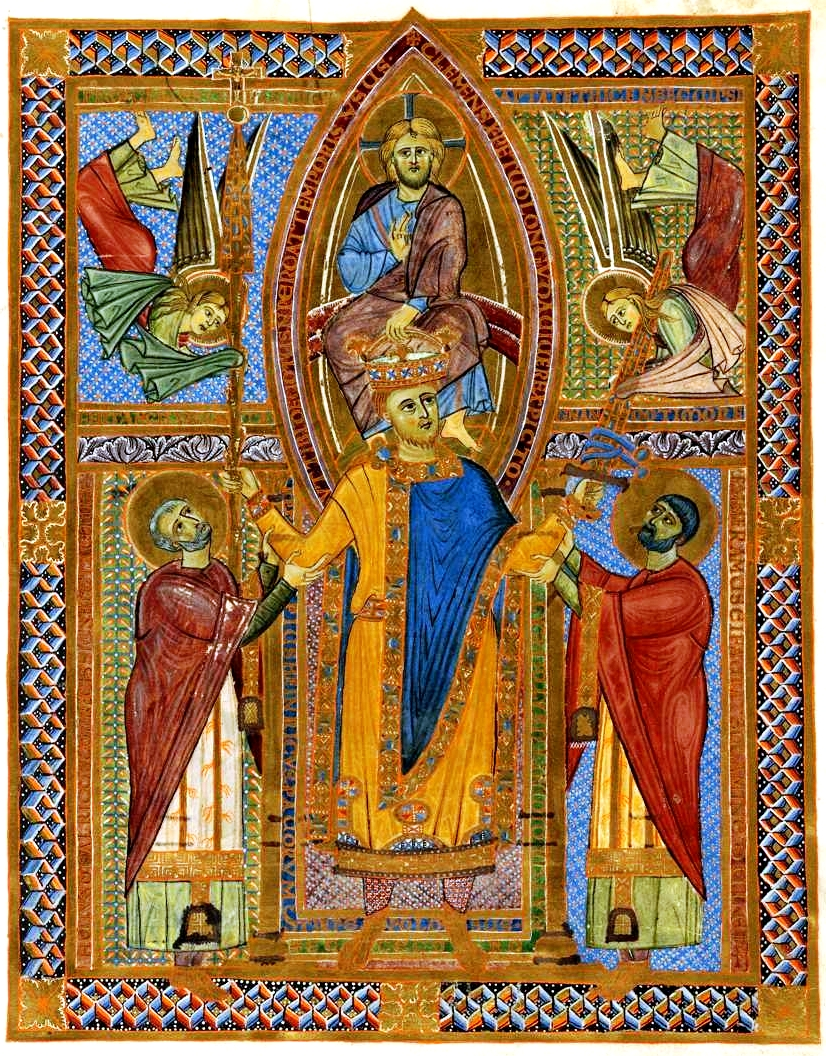
Sacramentaire du sacre de l'empereur Henri II, en 1014. Bibliothèque d'État de Bavière

Le couronnement de l'empereur romain germanique est la cérémonie au cours de laquelle le souverain du Saint Empire reçoit les insignes impériaux des mains du pape, symbolisant à la fois la primauté du pouvoir spirituel sur le temporel et le rôle de l'empereur en tant que protecteur de l'Église catholique. 
Le couronnement papal était nécessaire pour acquérir le titre impérial jusqu'en 1508, date à laquelle le pape Jules II a reconnu le droit des monarques germaniques élus par les princes-électeurs d'utiliser le titre impérial. Charles Quint fut le dernier empereur romain germanique à être couronné par un pape.

## Emplacement
Le couronnement impérial avait généralement lieu à Saint Pierre de Rome. 
En plus de la couronne impériale, les empereurs recevaient la couronne de fer de Lombardie à Milan, la couronne de Bourgogne à Arles et la couronne allemande à Aix-la-Chapelle.

## Rituels

### Rituel allemand
La cérémonie du sacre allemand exigeait d'abord que les électeurs se réunissent à Francfort, sous la présidence de l'électeur-archevêque de Mayence, qui convoquait formellement les électeurs et qui avait toujours le dernier droit de vote. Une fois le candidat sélectionné, le nouvel empereur était conduit au maître-autel de la cathédrale et assis. Il fut ensuite conduit dans une tribune au-dessus de l'entrée du chœur, où il s'assit avec les électeurs tandis que la proclamation de son élection était faite. Le couronnement lui-même a eu lieu un jour suivant. Si le couronnement a été célébré (comme c'était généralement le cas avant 1562) à la chapelle palatine d'Aix-la-Chapelle (aujourd'hui la cathédrale d'Aix-la-Chapelle), alors l'archevêque de Cologne, en tant que métropolite local, était l'officiant en chef et était assisté des deux autres clercs-électeurs, l'archevêque de Mayence et l'archevêque de Trèves. Ces trois archevêques-électeurs rencontrent l'empereur élu à l'entrée de l'église et l'archevêque de Cologne dit la prière : « Dieu tout-puissant et éternel, votre serviteur, etc. Puis le chœur chante l'antienne, Voici, j'envoie mon Ange... (en latin : Ecce mitto Angelum meum...), tandis que l'empereur élu puis les archevêques pénètrent dans l'église. L'archevêque de Cologne a ensuite dit les prières, « Dieu, qui connaît la race humaine... » et « Dieu tout-puissant et éternel du ciel et de la terre... » La messe est alors commencée, le propre étant celui de la fête de l'Épiphanie. Après la collecte d'ouverture, la collecte pour la fête de la Saint-Michel. Une fois la séquence chantée, la Litanie des Saints, puis l'Archevêque de Cologne pose six questions à l'Empereur élu :

Défendera-t-il la sainte foi ?
Défendra-t-il la sainte église ?
Va-t-il défendre le royaume ?
Maintiendra-t-il les lois de l'Empire ?
Maintiendra-t-il la justice ?
Montrera-t-il la soumission due au Pape ?

À chacun d'eux, il répond : « Je le ferai ». L'empereur élu pose alors deux doigts sur l'autel et jure. La Reconnaissance a ensuite suivi et lorsque l'Empereur élu est présenté et demandé si les personnes rassemblées l'ont accepté comme roi, ils ont répondu : « Que cela soit fait » trois fois. L'archevêque de Cologne a ensuite dit les prières, « Bénis, Seigneur, ce roi... » et « Dieu ineffable... ».
L'archevêque l'oint alors de l'huile des catéchumènes sur sa tête, sa poitrine et ses épaules, en disant : « Je t'oins roi avec l'huile de sanctification au nom du Père et du Fils et du Saint-Esprit. Amen. » puis sur les paumes des deux mains, disant : « Que ces mains soient ointes, comme les rois et les prophètes ont été oints et comme Samuel a oint David pour être roi, que vous soyez bénis et établis roi dans ce royaume sur ce peuple que l'Éternel, ton Dieu, t'a donné pour gouverner et gouverner, ce qu'il se porte garant d'accorder, qui avec le Père et le Saint-Esprit, vit et règne… » et sur la paume des deux mains. Il est alors revêtu des robes impériales, qui comprennent des cothurnes, une longue aube, une dalmatique, une étole de prêtre croisée sur la poitrine, des gants et le manteau.
L'épée est donnée au roi allemand avec les mots, « Recevez cette épée entre les mains de nous les évêques… » L'anneau lui a été donné avec les mots, « Recevez cet anneau de dignité royale... » Le sceptre et l'orbe sont tous deux donnés au roi avec les mots : « Recevez ce bâton de vertu et d'équité… » Finalement, la couronne est placée sur sa tête conjointement par les trois archevêques-électeurs avec les mots : « Recevez cette couronne royale... »
Le serment est à nouveau prêté, cette fois sous la forme directe en latin et en allemand, « Je promets et je m'engage devant Dieu… » Le répons, « Mon âme aspire… » et le roi est intronisé avec les mots : « Tenez bon et tenez fermement… » Lors du couronnement de Charles Quint, l'archevêque-électeur de Mayence a prononcé une homélie à ce stade. Le couronnement de la reine consort a suivi et a été mené conjointement par les archevêques-électeurs de Mayence et de Trèves. Le Te Deum a ensuite été chanté au cours duquel Charles V a surnommé un certain nombre de chevaliers avec l'épée impériale, bien que lors des couronnements ultérieurs, cela ait eu lieu après le couronnement proprement dit. La messe fut alors conclue, au cours de laquelle le roi communia en une seule sorte. Chaque fois que les sacres étaient célébrés à Aix-la-Chapelle, le nouveau roi était fait chanoine de l'église à sa conclusion. De 1562 à 1792, le couronnement allemand eut lieu devant l'autel de Saint-Barthélemy dans la traversée de la cathédrale de Francfort.

### Rituel romain
Le couronnement impérial romain a évolué au cours des mille ans d'existence de l'empire, passant d'un rituel à l'origine très simple (mais qui par sa simplicité même correspondait et démontrait le plus clairement ses origines à son homologue byzantin) à un rituel de complexité croissante. Le plus ancien manuscrit du rituel du couronnement impérial romain se trouve dans le Codex Gemunden du IXe siècle et bien qu'il ne soit pas certain pour qui (le cas échéant) le rituel qui y est décrit était destiné à y être utilisé, nous nous rapprochons le plus des types mêmes de formes qui auraient servi à Charlemagne lui-même. Le rituel a commencé par une courte prière pour l'Empereur, "Ecoute notre prière, Seigneur, et celles de ton serviteur...". Ceci a été immédiatement suivi de la prière, "Regarde, Dieu Tout-Puissant, avec un regard serein sur ceci, ton glorieux serviteur,...", dans laquelle une couronne d'or a été placée sur la tête de l'Empereur pendant les mots de la phrase finale de ce prière: "Par qui l'honneur et la gloire sont à vous à travers des âges infinis. Amen." Une épée fut alors donnée à l'Empereur avec la parole : « Recevez cette épée de la main des évêques, qui, bien qu'indignes, sont consacrés pour être à la place et à l'autorité des saints Apôtres, vous la livrez, avec notre bénédiction, pour servir à la défense de la sainte Église, divinement ordonnée, et rappelez-vous de qui le psalmiste a prophétisé, en disant : « Ceins l'épée sur ta cuisse, ô le plus puissant, afin qu'avec elle tu puisses exercer l'équité. »", une forme qui aurait une longue histoire à la fois dans le rituel du couronnement impérial et dans ceux de nombreux rituels de couronnement royaux européens. Les Laudes Imperiale (une série d'acclamations formelles qui ont pris naissance à l'époque romaine - voir ci-dessous) ont ensuite été chantées. La cérémonie se déroulait traditionnellement dans la basilique Saint-Pierre. 

## Couronnements célèbres

### Couronnement de FrédéricIerBarberousse
Dans sa forme la plus développée pendant le haut Moyen Âge, avant le couronnement proprement dit, l'empereur se rendit d'abord en procession à l'église Sainte-Marie de Turri, où l'empereur prêta serment de protéger l'église romaine, « Au nom du Christ, Moi, Frédéric, l'Empereur, promets, promets et garantis devant Dieu et le bienheureux Apôtre Pierre que je serai le protecteur et le défenseur de cette sainte Église romaine de toutes les manières qui lui seront utiles, quel que soit leur nombre, dans la mesure où Je suis soutenu par l'assistance divine selon mes connaissances et mes capacités." Le groupe impérial s'est ensuite rendu à la basilique Saint-Pierre. L'empereur a été accueilli à la porte d'argent de Saint-Pierre par le cardinal évêque d'Albano, qui dit la prière, "Dieu dans les mains de qui sont les cœurs des rois...". Il entra ensuite dans l'église, où le cardinal évêque de Porto dit la prière : " Dieu impénétrable, auteur du monde... " L'empereur monta alors dans le chœur et la litanie des saints chanta alors tandis que l'empereur se prosternait devant l'autel de Saint-Pierre. L'Empereur se rendit ensuite à l'Autel de Saint-Maurice, patron de l'Empire, où le Cardinal Évêque d'Ostie l' oignit sur son avant-bras droit et sur sa nuque avec l'Huile des Catéchumènes pendant qu'il disait la prière, "Seigneur Dieu avec qui est tout pouvoir, ..." ou la prière, "Dieu le Fils de Dieu,..." À la suite de cela, l'Empereur se rendit à l'autel de Saint-Pierre, où le Pape lui tendit une épée avec les mots, "Recevez l'épée impériale pour la justification du mal..." et l'embrasse ensuite. Le Pape ceint alors l'Empereur avec l'épée en disant : "Reçois l'épée sur ta cuisse..." et l'embrasse à nouveau. L'Empereur brandit l'épée et la remit dans son fourreau. Le Pape a ensuite remis le sceptre à l'empereur avec les mots "Recevez le sceptre royal, la verge de la vertu..." et l'a enfin couronné avec les mots, "Recevez le signe de la gloire..." et embrasse l'Empereur un troisième fois. Les Allemands présents ont ensuite scandé les Laudes Imperiale en allemand et la messe a été célébrée. 

### Couronnement d'Henri VI et de Constantia
Avec le couronnement d'Henri VI et de Constantia, le rituel impérial romain prend sa forme définitive ; le rituel du couronnement impérial utilisé pour Henri VII en 1312 et celui retrouvé dans le Pontifical romain de 1520 n'en diffèrent que par certains détails.
L'Empereur et l'Impératrice vont en procession à Sainte-Marie à Turri, le chœur chantant, « Voici, j'envoie un ange » (1312 --L'Empereur est reçu comme un frère chanoine par les chanoines de l'église et vêtu d'un surplis et une almuce.) L'Empereur prête le serment de défendre l'Église romaine et jure fidélité au Pape et à ses successeurs et baise les pieds du Pape. Le Pape donne à l'Empereur le Baiser de Paix et la procession se met en route pour la Basilique Saint-Pierre, le chœur chantant « Béni soit le Seigneur Dieu d'Israël ». À la porte d'argent de la basilique, le cardinal évêque d'Albano prononce la prière : « Dieu entre les mains de qui sont les cœurs des rois ».
Alors que le Pape entre dans la Basilique, le répons « Pierre, m'aimes-tu?  » est chanté. Lors de la Rota porfiretica, le Pape pose plusieurs questions à l'Empereur sur sa foi et son devoir, puis il se retire pour s'habiller pour la messe. Le cardinal évêque de Porto dit la prière : « Dieu infaillible, auteur du monde ». L'Empereur se rend à la chapelle de Saint-Grégoire où il est dévolu à l'AMICE, alb et cincture et est ensuite conduit au Pape qui fait de lui un dignitaire religieux. L'Empereur est alors revêtu de tunique, dalmatique, pluviale, mitre, cothurnes et sandales. Pendant ce temps, le cardinal-évêque d'Ostie se rend à la porte d'argent où l'attend l'impératrice et, en la rencontrant, dit la prière : « Dieu tout-puissant et éternel, source et source de bonté », puis la conduit à l'autel de saint Grégoire pour attendre la procession du Pape.
Le Pape procède à la confessio de saint Pierre et commence la messe. Après le Kyrie, tandis que l'Empereur et l'Impératrice se prosternent devant la confessio, l'archidiacre chante la Litanie des Saints. L'Empereur et l'Impératrice se lèvent alors et se rendent à l'Autel de Saint-Maurice où le Cardinal-Evêque d'Ostie oint l'Empereur de l'Huile des Catéchumènes sur l'avant-bras droit et sur la nuque, pendant qu'il prononce les prières : « Seigneur Dieu Tout-Puissant, dont la toute-puissance est » et « Dieu le Fils de Dieu ». Le Cardinal-Evêque d'Ostie dit alors la prière : « Dieu qui seul a l'immortalité » pour l'Impératrice, puis l'oint sur la poitrine avec l'Huile des Catéchumènes tandis qu'il dit : « La grâce du Saint-Esprit par mon humble ministère descend sur vous copieusement. » Le Pape descend alors à l'autel de Saint-Maurice (et 1312 --embrasse l'Empereur « à la manière d'un diacre »).
Le Pape donne alors à l'Empereur une bague avec les mots : « Recevez cette bague le témoignage visible de la sainte foi... » et ensuite la courte prière, « Dieu avec qui est tout pouvoir... » (une version beaucoup plus courte de la prière dite à l'onction). Le Pape ceint l'épée de l'Empereur avec les mots : « Recevez cette épée avec la bénédiction de Dieu... » et la prière « Dieu dont la providence... » et couronne ensuite l'Empereur avec les mots : « Recevez la couronne d'excellence royale...» Le Pape remet à l'Empereur le Sceptre avec les mots : « Reçois le Sceptre du pouvoir royal, la verge de la droiture royale, le bâton de la vertu,... » et la prière, « Seigneur, source de tout honneur... »
Le retour Pape à l'autel de Saint - Pierre et le Gloria in excelsis est chanté et le pape dit le Collect, « Dieu de tous les rois ... ». L'épître et le graduel sont chantés. (Dans les couronnements après 1312, les investitures avec les insignes impériaux ont lieu après le graduel. Le Pape met une mitre sur la tête de l'Empereur avec les pointes « à droite et à gauche » et le couronne avec les mots : « Recevez le signe de gloire... » L'Epée est alors donnée à l'Empereur et ceinte sur lui, après quoi il la brandit trois fois. L'Orbe est placé dans la main droite de l'Empereur et le Sceptre dans la main gauche avec les mots, « Recevez le Verge de vertu et de vérité... » et l'Empereur est couronné puis baise les pieds du Pape. Le Pape met une mitre sur la tête de l'Impératrice 'avec les pointes à droite et à gauche' et la couronne avec les mots, « Solennellement bénie comme impératrice par notre indigne ministère, reçois la couronne d'excellence impériale... »).
Les Laudes Impériales sont chantées puis l'Evangile est lu par l'Empereur. A l'offertoire, l'Empereur offre du pain, des bougies et de l'or et l'Empereur offre au Pape le vin et à l'Impératrice l'eau pour le calice. (après 1312 L'Empereur sert le Pape en tant que sous - diacre lui offrant le calice et la burette.) L'Empereur et l'Impératrice communiquent et après 1312, après la Communion, l'Empereur embrasse la joue du Pape et l'Impératrice embrasse la main du Pape. (Après 1312, à la fin de la messe, le Pape, s'il le souhaite, peut dire les prières, « Regarde, nous te le demandons, Seigneur, avec un visage serein... », « Bénis, Seigneur, nous te le demandons, ce prince... », ou « Dieu, Père de gloire éternelle... »).
En quittant la Basilique, l'Empereur jure en trois endroits de maintenir les droits et privilèges du peuple romain. Le rituel de couronnement impérial romain avait certains éléments uniques qui le distinguaient de ceux des rituels de couronnement royaux développés dans les rituels de couronnement royaux européens, par exemple, le caractère stationnaire du rituel dans lequel des parties individuelles du rituel ont eu lieu dans différentes parties de l'église papale, basilique (généralement celle de Saint-Pierre au Vatican) et le couronnement impérial est tout à fait unique en ce qu'il n'a pas d'intronisation solennelle du monarque (ou même aucune utilisation d'un trône) dans son rituel. Au lieu d'un rituel d'intronisation, nous trouvons le chant des Laudes Regiae, qui ressemblait à la fois à la forme et à l'importance de son homologue impérial byzantin. En effet, seuls les rituels de couronnement européens qui ont été directement modelés sur le rituel impérial romain, c'est-à-dire le couronnement papal et le rituel de couronnement royal dans le Pontifical romain, incluent également un tel chant des Laudes.

## Liste des couronnements

### Empereurs d'Occident
| empereur    | Date      | pape       | lieux   |
| ----------- | --------- | ---------- | ------- |
| Charles Ier | 25/12/800 | Léon III   | Rome    |
| Louis Ier   | 05/10/816 | Etienne IV | Reims   |
| Lothaire    | 05/04/823 | Pascal Ier | Rome    |
| Louis II    | 844       | Léon IV    | Rome    |
| Charles II  | 875       | Jean VIII  | Rome    |
| Charles III | 881       | Jean VIII  | Rome    |
| Guy III     | 891       | Etienne V  | Rome    |
| Lambert II  | 892       | Formose    | Ravenne |
| Arnulf      | 896       | Formose    | Rome    |
| Louis III   | 901       | Benoît IV  | Rome    |
| Béranger    | 915       | Jean X     | Rome    |

### Empereurs du Saint Empire
| empereur     | Date       | pape         | lieux   |
| ------------ | ---------- | ------------ | ------- |
| Otton Ier    | 02/02/962  | Jean XII     | Rome    |
| Otton II     | 967        | Jean XIII    | Rome    |
| Otton III    | 996        | Grégoire V   | Rome    |
| Henri II     | 1014       | Benoit VIII  | Rome    |
| Conrad II    | 1027       | Jean XIX     | Rome    |
| Henri III    | 1046       | Clément II   | Rome    |
| Henri IV     | 1084       | Clément III  | Rome    |
| Henri V      | 1111       | Pascal II    | Rome    |
| Lothaire III | 1133       | Innocent II  | Rome    |
| Frédéric Ier | 1155       | Adrien IV    | Rome    |
| Henri VI     | 1191       | Célestin III | Rome    |
| Otton IV     | 1209       | Innocent III | Rome    |
| Frédéric II  | 1220       | Honorius III | Rome    |
| Henri VII    | 1312       | Cardinaux    | Rome    |
| Louis IV     | 1328       | Sénateur     | Rome    |
| Charles IV   | 1355       | Cardinal     | Rome    |
| Sigismond    | 1433       | Eugène IV    | Rome    |
| Frédéric III | 1452       | Nicolas V    | Rome    |
| Charles V    | 24/11/1530 | Clément VII  | Bologne |